# エドゥアルド・マテオ
アンヘル・エドゥアルド・マテオ・ロペス（Ángel Eduardo Mateo López 、1940年9月19日 – 1990年5月17日）は、ウルグアイの音楽家、作曲家であり、同国のポピュラー音楽を代表する偉大な人物の一人である。

## 生涯
1940年にモンテビデオにて生誕した。
カンドンベ、バラード、ボサノヴァといった曲を数え切れないほど作曲し、ソロ活動、他の重要なアーティストとの活動、競作を行った（ルベン・ラダ、オラシオ・ブスカグリア、エステラ・マグノーネ、Los Malditos、エル・キント、等々）。
1990年に出生地と同じモンテビデオにて49歳で死去した。

## 死後の影響力
1994年 『ラソネス・ロカス/ウルグアイの音楽のためのエドゥアルド・マテオの道』がギレルメ・デ・アレンカール・ピントによって出版された。
過去にもミルトン・ナシメントがマテオの曲をカバーし、近年ではフアナ・モリーナや、映画モーターサイクル・ダイアリーズの主題歌でアカデミー賞を受賞したホルヘ・ドレクスレルがマテオの影響を公言するなど、未だにウルグアイ、アルゼンチン、ブラジルでの評価は高い。

## ディスコグラフィー

### ソロワーク
- Mateo solo bien se lame （1972年）
- Cuerpo y alma （1984年）
- La Máquina del Tiempo presenta a: Mateo / Mal tiempo sobre Alchemia (1er. viaje) （1987年）
- La Máquina del Tiempo / La mosca （1989年）

### コラボレーション
- Circa 1968 (1968年) （con エル・キント）
- Musicación 4 1/2 （Compilado en1971年）（con エル・キント）
- Mateo y Trasante （1976年）（con ホルヘ・トラサンテ）
- Mateo y Cabrera (1987) （grabado en vivo con  フェルナンド・カブレラ）
- Botija de mi país (1987) （con ルベン・ラダ）
- Teatro de Verano en vivo (1989) （grabado en vivo en recital integrado por ウーゴ・イ・オスバルド・ファットルーソ, ウルバノ・モラエス, フアン・ガデア、ロベルト・ガジェッティ y Roberto Galletti）

### コンピレーション
- Mateo Clásico Vol. 1 (1994)
- Mateo Clásico Vol. 2 (1995)
- El Tartamudo (2000) (incluye temas inéditos hasta el momento)

### 再版
- El Kinto Clásico (SONDOR,1998), (reeditada con la supervisión de（ハイメ・ロース）. Mateo participó en todas las grabaciones de エル・キント.
- Mateo sólo bien se lame （2006年）Edición limitada, remasterizada y con nuevo arte interno.